# Ludo Simons

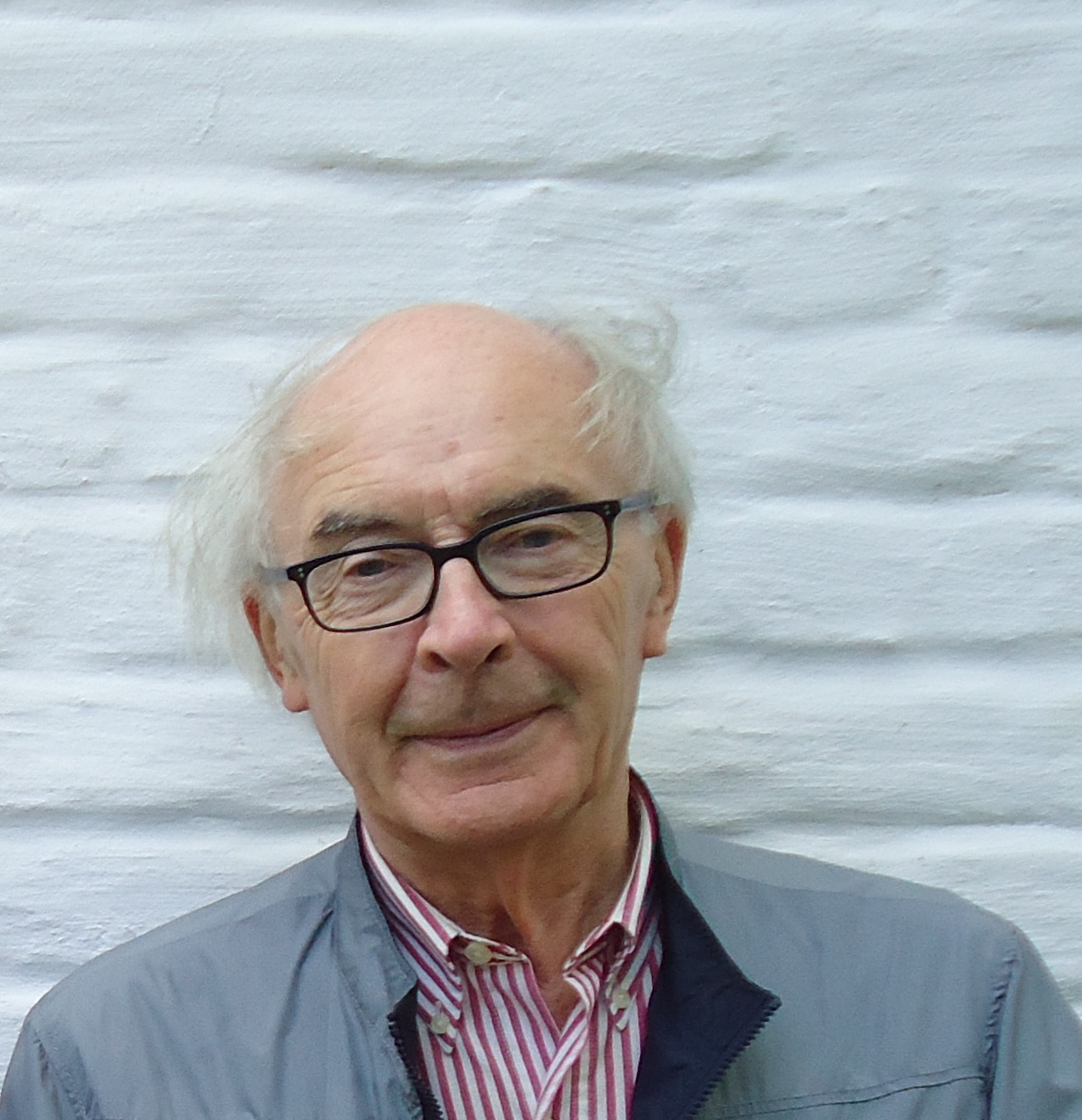
Ludo Simons in 2014

Ludo Simons, geboren Lodewijk, (Turnhout, 20 juli 1939) is een Belgisch hoogleraar, bibliothecaris en auteur.

## Levensloop
Simons studeerde Germaanse talen aan de Katholieke Universiteit Leuven en behaalde zijn licentiaat in 1960. Hij doctoreerde op een proefschrift over de Nederduitse literatuur van de negentiende eeuw.
Hij werd conservator van het Archief en Museum voor het Vlaamse Cultuurleven, nu Letterenhuis, en directeur van de Antwerpse Stadsbibliotheek, nu Erfgoedbibliotheek Hendrik Conscience. Hij was vervolgens hoogleraar boek- en bibliotheekwetenschappen aan de Universiteit Antwerpen en de Katholieke Universiteit Leuven en hoofdbibliothecaris van de UFSIA.
In deze functies speelde hij een belangrijke rol als cultureel verbindingsman tussen Vlaanderen en Nederland, onder meer op de Algemene Conferenties der Nederlandse Letteren en in de Nederlandse Taalunie.
Hij was jarenlang redactiesecretaris van het tijdschrift Dietsche Warande & Belfort, dat onder de leiding stond van zijn vriend, professor Albert Westerlinck, en redacteur van het Vlaams-Nederlandse tijdschrift Ons Erfdeel.
Hij was ook van nabij betrokken bij de fusie tussen de drie Antwerpse universiteiten, tot de Universiteit Antwerpen. Hij was ook voorzitter van de Stuurgroep voor het interuniversitair postgraduate programma 'Information and Library Science'.
Simons zetelde vaak als jurylid voor het toekennen van literaire prijzen, bijvoorbeeld de Gouden Uil Literatuurprijs (voor non-fictie). Ook zetelde hij in 1986 in de jury voor de Prijs der Nederlandse Letteren, die werd toegekend aan Hugo Claus voor zijn gehele oeuvre. In 2005 maakte hij deel uit van het International evaluation committee dat een rapport maakte over de Koninklijke Bibliotheek in Den Haag.
In 2004 werd hij tot het emeritaat toegelaten.
Hij is de zoon van Jozef Simons en is gehuwd met Leentje Vandemeulebroecke, Vlaamse dichteres onder het pseudoniem Jo Gisekin en kleindochter van Stijn Streuvels.
Simons is lid van de Koninklijke Vlaamse Academie van België voor Wetenschappen en Kunsten. Hij was lid van de adviesraad voor de Encyclopedie van de Vlaamse Beweging (1973-1975) en voor de Nieuwe Encyclopedie van de Vlaamse Beweging (1998). Van 1992 tot 1998 was hij voorzitter van het Guido Gezellegenootschap.

## Publicaties
Tot Simons' belangrijkste werken behorenː
- Geschiedenis van de Uitgeverij in Vlaanderen (Vol. 1: 1984, Vol. 2: 1987) en de herziene tweede editie,
- Het boek in Vlaanderen sinds 1800. Een cultuurgeschiedenis, Lannoo, Tielt, 2013,

en het eveneens tweedelige
- Vlaamse en Nederduitse Literatuur in de 19de Eeuw, Koninklijke Academie voor Nederlandse Taal- en Letterkunde, Gent, 1982.

Verder ook nog:
- Eer Vlaanderen vergaat, in: Wetenschappelijke Tijdingen, 1966.
- Oostnoordoost. Facetten van de Uitstraling van Vlaanderens Taal en Literatuur, De Nederlandsche Boekhandel, Antwerpen, 1969.
- Wat is Vlaamse Beweging?, in: Het Pennoen, 1974.
- Cultuur en Verdraagzaamheid: Blauwdruk voor Praktische Tolerantie, Lannoo, Tielt, 1976.
- Van Duinkerke tot Königsberg, geschiedenis van de Aldietsche beweging, Orbis en Orion, 1980.
- Een Nationale Bibliotheek voor Vlaanderen, Vlaamse Vereniging voor Bibliotheek, Archief & Documentatie , 1984.
- Het Ravijn Tussen Essen en Roosendaal, Kritak, Leuven, 1990.
- Een Graf in Westende. Literair-historische Randschriften, Pelckmans, Kapellen, 1993.
- Antwerpen-Den Haag Retour. Over de Volken Gescheiden door Dezelfde Taal, Lannoo, Tielt, 1999.
- The Fortunes and Misfortunes of Book Publishing in Flanders, In: Lotte Hellinga e.a. (red.) The Bookshop of the World. The Role of the Low Countries in the Book-Trade 1473-1941, ’t Goy-Houten, Hes & De Graaf, 2001.
- Over het Nut van Universiteitsbibliotheken, UFSIA: Antwerpen, 2001.
- Vlaamse Beweging: Welke Toekomst?, Davidsfonds, Leuven, 2002.
- Bewaarbibliotheken in Vlaanderen. Ideeën voor een beleid ter zake, Brussel: Culturele Biografie Vlaanderen, 2005.
- Over Koninklijke en Andere Bibliotheken: Het Boek als Erfgoed in de 21ste Eeuw, Amsterdam University Press, 2006.
- Te boek! Over boeken en boekenmensen, Uitgeverij Pelckmans, 2014.
- Autobiografisch letterkundig Lexicon - Jotie T'Hooft, Godfried Bomans - Fabiola y Aragon - Albert Westerlinck, in: Zuurvrij, Juni 2019.
- Autobiografisch letterkundig Lexicon - Camille Huysmans - Anton van Duinkerken - Norbert (Max) Wildiers - Stijn Streuvels, in: Zuurvrij, December 2019.
- Autobiografisch letterkundig Lexicon - Joris Diels - Günter Grass - Jozef van Mierlo - Aad Nuis- in: Zuurvrij, juni 2020.

## Onderscheidingen
Hij ontving talrijke onderscheidingen, onder andere
- Grootofficier in de Leopoldsorde (België) (ranginname 8/4/2007, Koninklijk Besluit 19/11/2012),
- de Cultuurprijs[1] van de Provincie Antwerpen (2007),
- de André Demedtsprijs[2] van de Marnixring (2002),
- de Johannes-Sass-Preis (1989),
- de Prijs van de Provincie Antwerpen voor een Monografie (1988),
- het Gulden Boek van de Vereniging ter Bevordering van het Vlaamse Boekwezen (1987),
- de August Beernaertprijs van de Koninklijke Academie voor Nederlandse Taal- en Letterkunde (1987),
- de Orde van de Vlaamse Leeuw (1986).